# Ткачик савановий
Тка́чик савановий (Ploceus intermedius) — вид горобцеподібних птахів ткачикових (Ploceidae). Мешкає в Африці на південь від Сахари.

## Опис

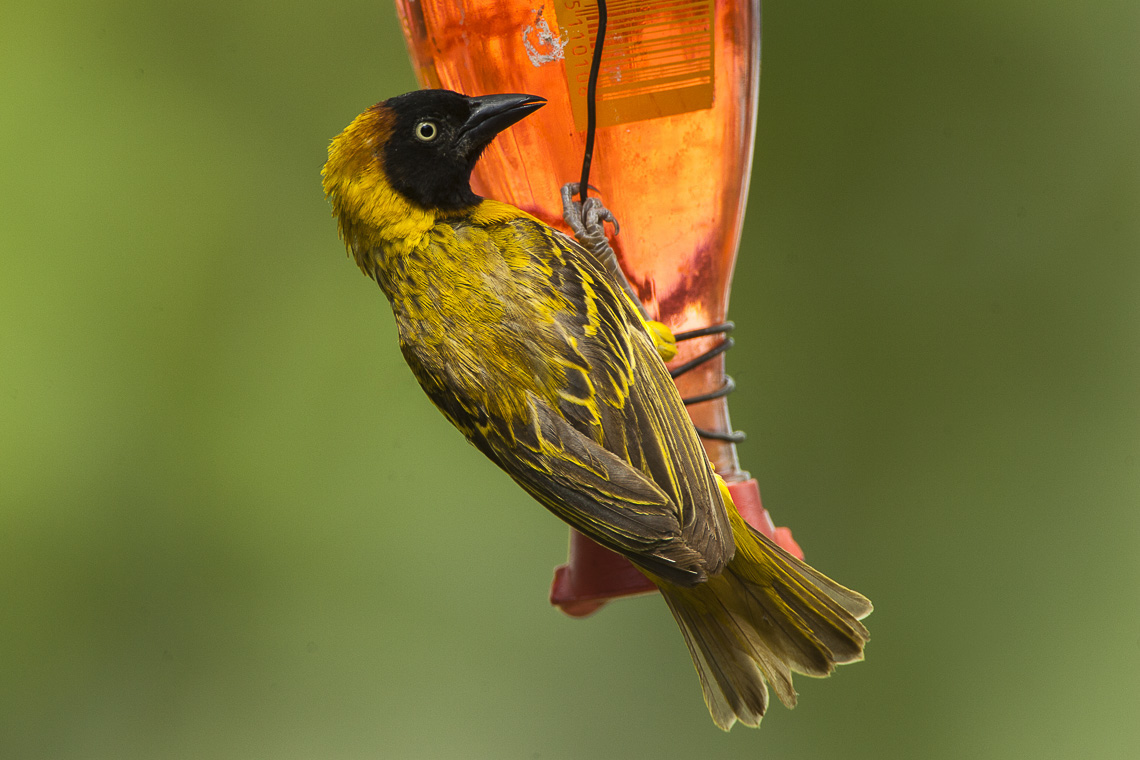
Савановий ткачик

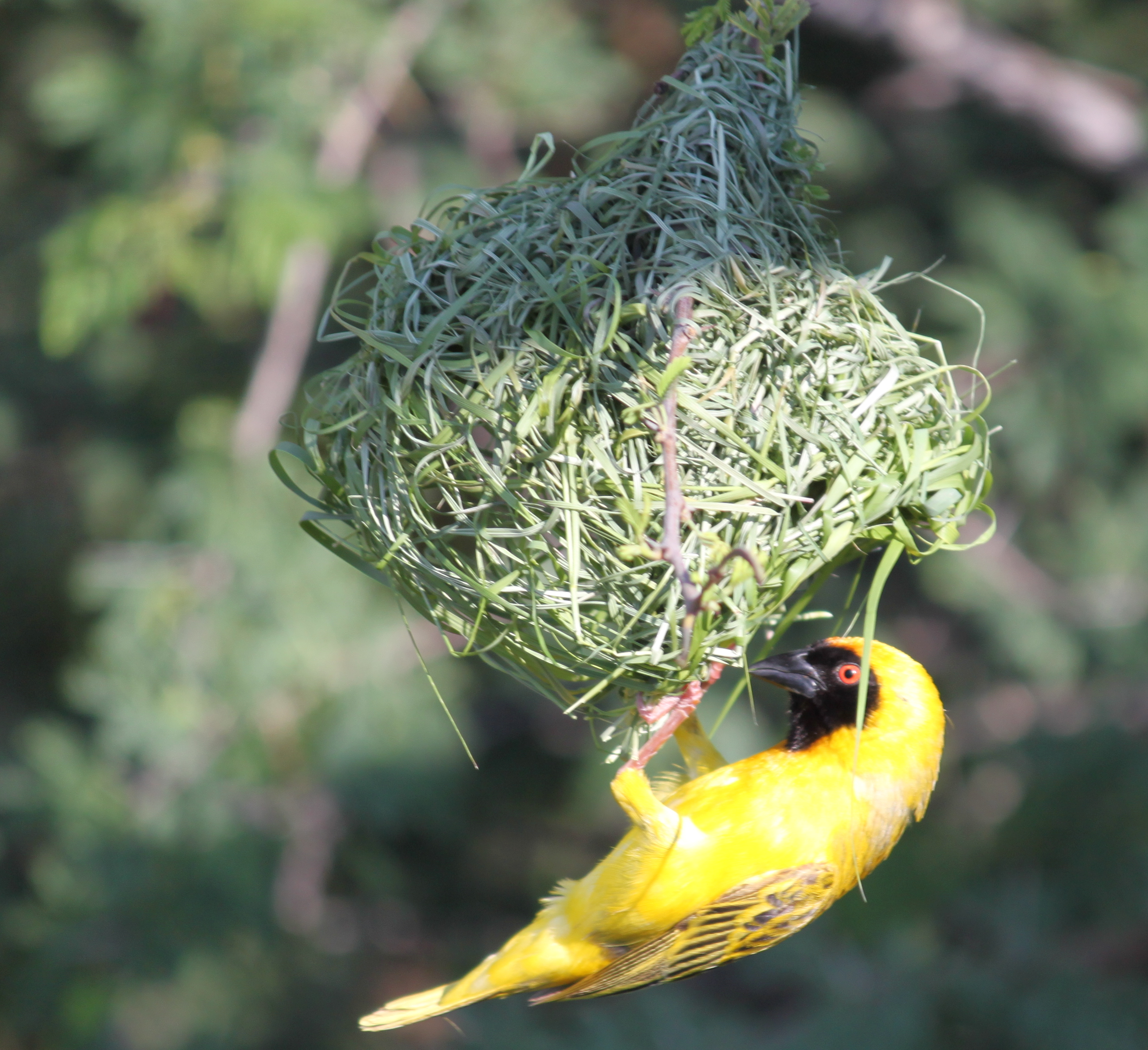
Самець саванового ткачика при побудові гнізда

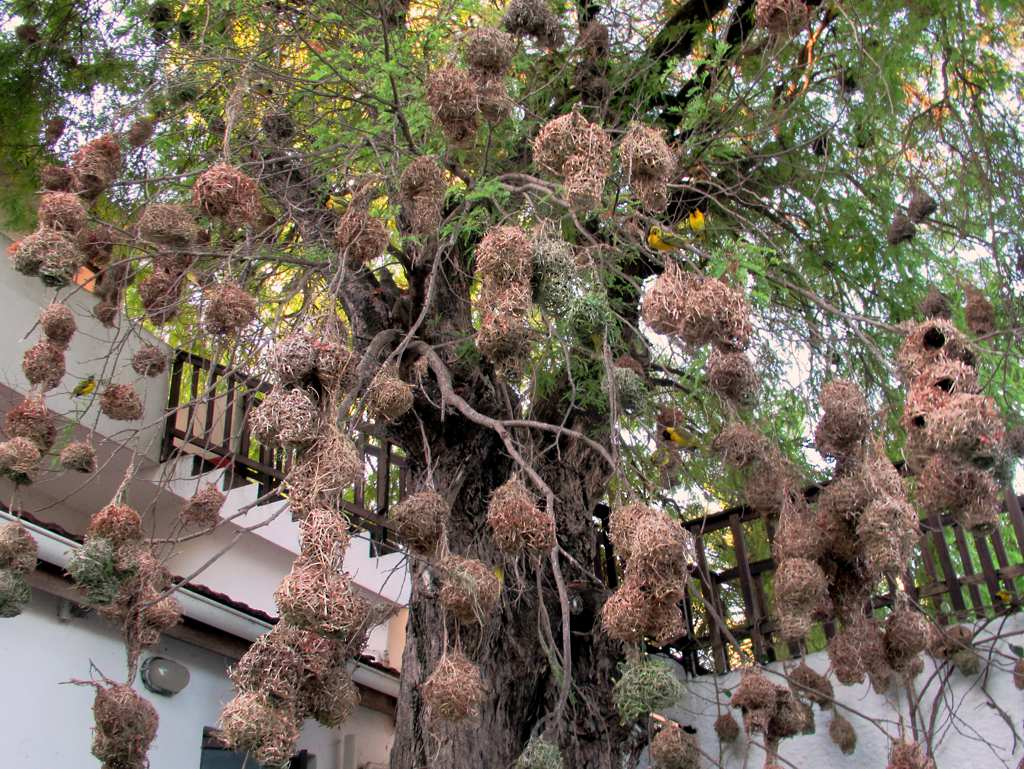
Колонія саванових ткачиків

Довжина птаха становить 13 см, вага 17-27 г. У самців під час сезону розмноження верхня частина тіла жовтувато-оливкова, крила і хвіст коричнюваті, нижня частина тіла жовта. На обличчі чорна "маска", лоб рудувато-каштановий, очі білуваті, лапи світло-сизі. У самиць і самців під час негніздового періоду очі світлі, лапи світло-сизі, груди жовті, "маска" на обличчі відсутня.

## Підвиди
Виділяють три підвиди:
- P. i. intermedius Rüppell, 1845 — від Південного Судану, Ефіопії і Сомалі до сходу ДР Конго, західної і центральної Танзанії;
- P. i. cabanisii (Peters, W, 1868) — від півдня Республіки Конго до південно-західної Танзанії, південної Намібії, північної Ботсвани, півночі і сходу ПАР і південного Мозамбіку;
- P. i. beattyi Traylor, 1959 — західна Ангола.

## Поширення і екологія
Саванові ткачики мешкають в Східній, Центральній і Південній Африці, були інтродуковані до Японії. Вони живуть в саванах, сухих тропічних лісах, рідколіссях і чагарникових заростях, на луках і полях, в парках і садах, поблизу води. Зустрічаються на висоті до 2000 м над рівнем моря. Живляться переважно комахами, а також насінням, плодами і нектаром. Саванові ткачики є полігамними, на одного самця припадає кілька самиць. Гніздяться колоніями, іноді разом з великими ткачиками або червонодзьобими алекто. Саванові ткачики іноді стають жертвами гніздового паразитизму білощоких дідриків.